# Bad Reichenhall
Bad Reichenhall is een plaats in de Duitse deelstaat Beieren. Het is de Kreisstadt van het Landkreis Berchtesgadener Land. De stad telt 18.530 inwoners. Reichenhall, dat zich sinds 1890 Bad mag noemen, is een populair kuuroord dat bekendstaat om zijn pekelbronnen.

## Geografie

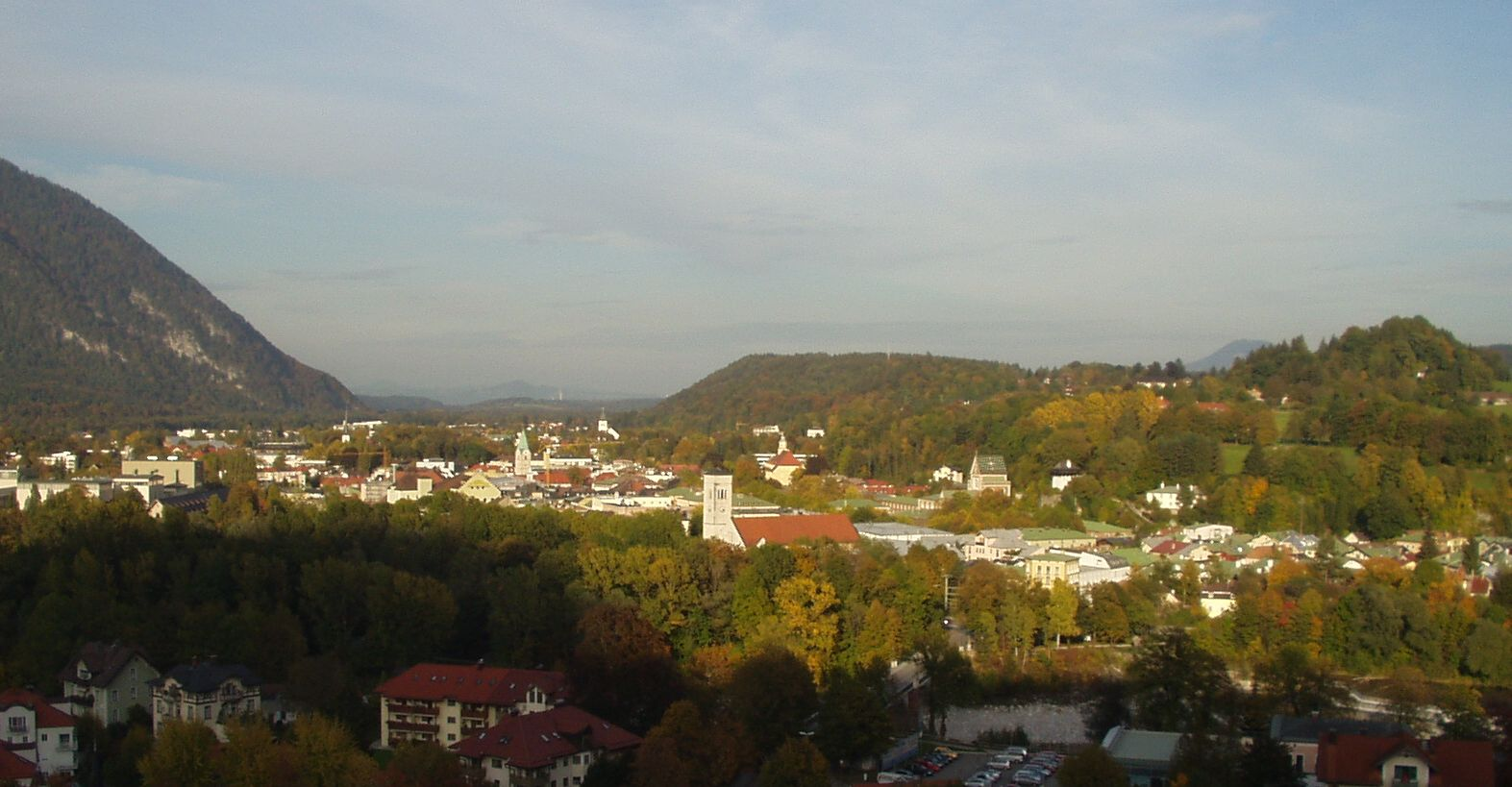
Zicht op Bad Reichenhall, 2006

De oppervlakte van Bad Reichenhall beslaat ongeveer 40 km². Deze plaats is in het uiterste zuidoosten van Duitsland gelegen, aan de voet van de Alpen, vlak bij de Oostenrijkse stad Salzburg.
Naast Reichenhall zelf omvat de stad nog de gehuchten Nonn, Thumsee, Kirchberg, Türk, Weißbach, St. Zeno en Schwarzbach.
Door de stad vloeit de Saalach, en Reichenhall wordt door bergen omringd: ten noorden liggen de Hochstaufen en de Fuderheuberg, in het westen de Zwiesel en ten zuiden de Predigtstuhl. Ten oosten van Bad Reichenhall ligt Bayerisch Gmain, waarachter het Untersbergmassiv begint. Deze omgeving wordt dan ook de Reichenhaller Talkessel genoemd; de ligging in een dal zorgt voor een relatief mild klimaat. De ondergrond van Bad Reichenhall is rijk aan zout; sinds de 12de eeuw dreef het graafschap Reichenhall handel in zout, zoals ook uit het nabijgelegen Salzkammergut blijkt. Zout werd er het witte goud genoemd.
Onder de Hochstaufen doen zich herhaaldelijk korte reeksen aardschokjes voor.

## Geschiedenis
In Bad Reichenhall bevond zich wellicht een nederzetting uit de Klokbekercultuur, toen het oord reeds op een handelsroute gelegen moet hebben. Uit de periode van de Urnenveldencultuur zijn talrijke graven aangetroffen. In de La Tèneperiode woonden Kelten in Reichenhall, die een voor hun tijd vooruitstrevende methode voor het winnen van zout hadden ontwikkeld.
In de deelgemeenten Karlstein en Marzoll zijn sporen van een hoogontwikkelde villacultuur uit het Romeinse Keizerrijk aangetroffen. In de Romeinse periode stond Reichenhall bekend als „ad salinas”, bij de zoutbronnen. Toentertijd lag Reichenhall in de provincie Noricum. Er zijn graven van Bajuwaren gevonden uit de periode der Merovingers, hetgeen impliceert dat er een Germaanse bevolking vreedzaam naast de Romeinen geleefd moet hebben.
De aartsbisschop van Salzburg had recht op een derde van de zoutopbrengst; bijgevolg was Reichenhall zo’n 500 jaar lang economisch de belangrijkste plaats voor het bisdom. De grootste concurrent van de stad was Berchtesgaden, dat door Reichenhall aangevallen werd en in 1196, uit weerwraak, op zijn beurt Reichenhall plunderde.
De zoutbronnen van Reichenhall kwamen in het bezit van het huis Wittelsbach. Vanaf medio 19de eeuw werd Bad Reichenhall een geliefd kuuroord, en is dat tot op heden gebleven.
Het Joodse vluchtelingenkamp Bad Reichenhall lag vlak bij het stadje Bad Reichenhall in de Amerikaanse zone 29 kilometer van Salzburg en 135 kilometer van München, op de grens van Duitsland en Oostenrijk. Op 25 april 1945 is het Kuuroord door de geallieerden gebombardeerd. Bad Reichenhall ligt dicht bij Berchtesgaden en de ‘Bergfestung’ Obersalzberg, de berg waarop Hitler een huis bewoonde (het Berghof, op de Obersalzberg). Bij het bombardement werden in het dorp tweehonderd mensen gedood. In oktober 1946 woonden er in het kamp ruim zesduizend Joden, meer dan in Föhrenwald, het andere grote Joodse vluchtelingenkamp in Beieren. Eigenlijk is de staat Israël in het kamp Bad Reichenhall opgericht. Het Tweede en het Derde Congres van de Bevrijde Joden in de Amerikaanse Zone van Duitsland zijn er gehouden. Van 25 tot 27 februari 1947 en van 30 maart tot 1 april 1948 kwamen vertegenwoordigers uit alle Joodse vluchtelingenkampen in de Amerikaanse zone naar Bad Reichenhall om over hun toekomst in de onafhankelijke staat Israël te discussiëren. Ook de Mossad en de Joodse Brigade, een Palestijns Joodse eenheid in het Britse leger, waren vertegenwoordigd.

## Bekende inwoners
- Claire Waldoff (1884-1957) zangeres

## In het nieuws
Bad Reichenhall is de plaats waar op 1 november 1999 een bloedbad plaatsvond. De toen 16-jarige Martin Peyerl schoot vanuit zijn slaapkamerraam enkele geweren van zijn vader leeg op voorbijgangers alvorens zelfmoord te plegen.
Op 2 januari 2006 kwam Bad Reichenhall wederom in het nieuws door het instorten van het dak van een kunstijsbaan door hevige sneeuwval, waarbij vijftien doden vielen, onder wie twaalf kinderen en jeugdigen, en een 35-tal mensen gewond raakte, van wie een groot aantal ernstig. Aanhoudende sneeuwval bemoeilijkte de reddingswerkzaamheden. Uit een eind juli 2006 gepubliceerd onderzoek van het openbaar ministerie bleek dat constructiefouten bij de in 1972 gebouwde hal (onder meer fouten bij de statische berekening en het gebruik van verkeerde lijm voor de houten dragers) de voornaamste oorzaken van de instorting waren.

## Economie
Bad Reichenhall is sterk afhankelijk van toerisme en wellness. In 1997 werd de kuurindustrie geprivatiseerd; in 2005 werden de RupertusTherme geopend, waarmee Bad Reichenhall aansloot op de populaire trend van wellnessverblijven. Het zout van Bad Reichenhall wordt tevens wereldwijd verkocht als keukenzout. De bekendste onderneming van de stad is de firma Reber, die de Mozartkugeln verkoopt.

## Bezienswaardigheden

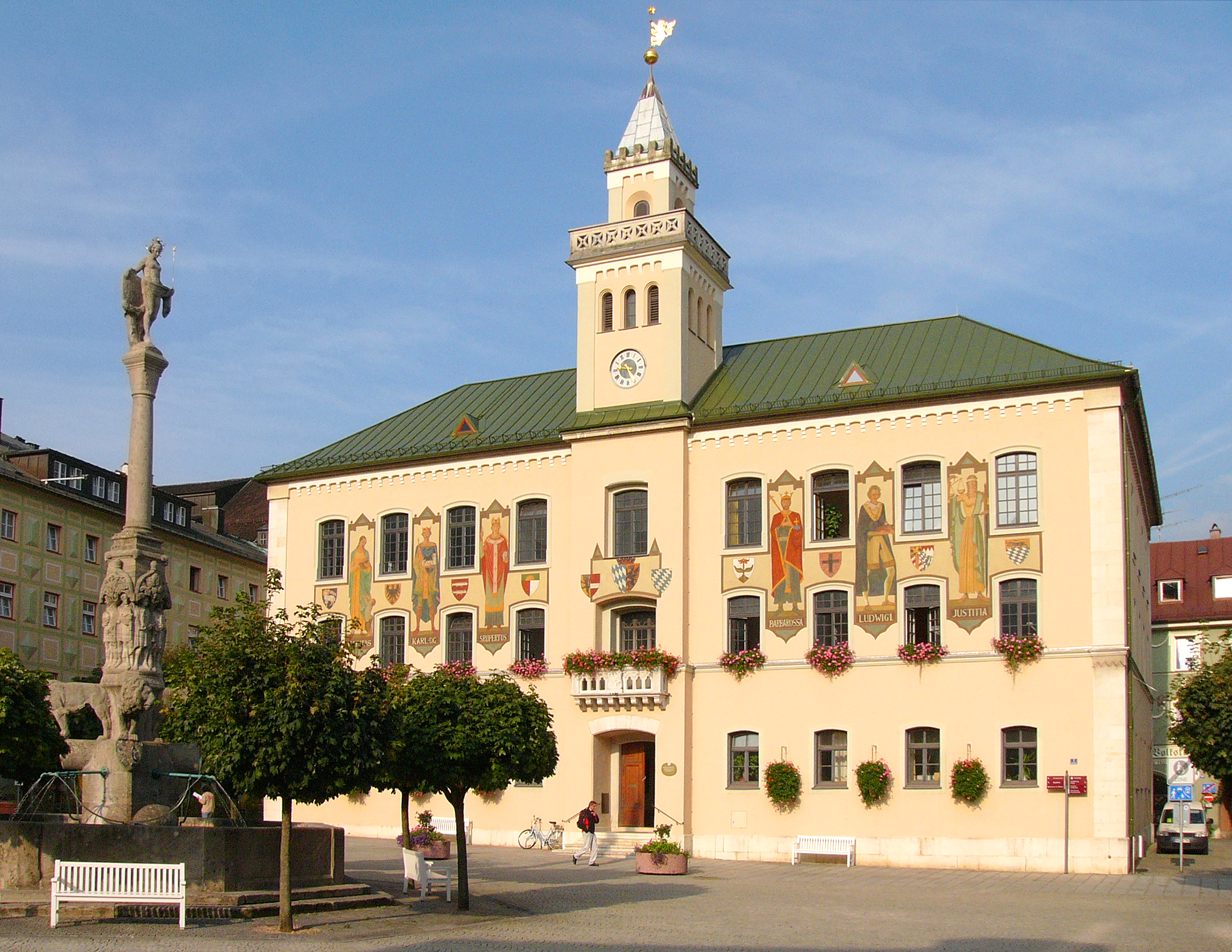
Altes Rathaus

- Kasteel Gruttenstein uit de 13e en 17e eeuw
- romaanse kerk uit de 12e en 16e eeuw
- Alte Saline
- Het "Gradierwerk"

## Geboren in Bad Reichenhall
- Anni Friesinger (11 januari 1977), Duits schaatsster
- Jan Friesinger (20 november 1980), Duits schaatser
- Agnes Friesinger (27 oktober 1984), Duits schaatsster
- Moritz Geisreiter (30 december 1987), Duits schaatser

Ainring ·
Anger ·
Bad Reichenhall ·
Bayerisch Gmain ·
Berchtesgaden ·
Bischofswiesen ·
Freilassing ·
Laufen ·
Marktschellenberg ·
Piding ·
Ramsau b.Berchtesgaden ·
Saaldorf-Surheim ·
Schneizlreuth ·
Schönau a.Königssee ·
Teisendorf